# Samsung Galaxy S6
Il Galaxy S6 è uno smartphone prodotto da Samsung, annunciato alla vigilia del Mobile World Congress 2015, durante l'evento Samsung Unpacked organizzato il 1º marzo.
È il sesto dispositivo top di gamma della serie Galaxy, successore del Galaxy S5 e il predecessore del Galaxy S7. Oltre alla versione base sono presenti anche le varianti Edge ed Edge+, che presentano entrambe delle curvature ai lati dello schermo.
Galaxy S6 ed S6 Edge sono disponibili in Italia dal 10 aprile 2015; Galaxy S6 Edge+ viene presentato il 13 agosto in quattro diverse località del mondo, tra cui Londra, per venire poi commercializzato dal 1º settembre. Viene inoltre specificato che già dal 20 agosto, negli Stati Uniti e in Corea del Sud, lo smartphone è disponibile in preordine.

## Novità e caratteristiche tecniche
Samsung ha più volte usato il termine "Project Zero" per indicare un nuovo inizio con l'uscita del Galaxy S6.

### Hardware
La prima rilevante novità rispetto ai modelli precedenti è l'utilizzo di materiali "premium" per la realizzazione dello smartphone, costituito interamente di metallo e vetro: sia sul fronte che sul retro lo smartphone presenta vetri Corning Gorilla Glass 4.  Il dispositivo è dotato di un display touch screen Wide Quad HD (2560 × 1440p) Super AMOLED da 5,1 pollici, che sul modello Edge è ricurvo lateralmente. Il processore è un Samsung Exynos 7420 octa-core da 1.8 GHz (4 core da 1.5 GHz Cortex-A53 e 4 core da 2.1 GHz Cortex-A57 a 64 bit); sono inoltre presenti 3 GB di RAM.
Il Galaxy S6 possiede una nuova memoria fisica UFS 2.0 che ha velocità di lettura e scrittura superiori rispetto a Galaxy S5, rispettivamente di 10 e 6 volte. Come nel Galaxy S5, è presente il sensore per il rilevamento del battito cardiaco e uno scanner per le impronte digitali, quest'ultimo rivisitato e migliorato rispetto al modello precedente in quanto adesso non è più necessario trascinare il dito sul sensore, ma basta toccarlo e attendere un istante per il riconoscimento dell'impronta. La memoria (di 32, 64 o 128 GB) non è espandibile tramite microSD. La fotocamera posteriore ha una risoluzione di 16 MP e permette di girare video in 4K a 30 fps. La fotocamera frontale è da 5 MP e può registrare video in 2K 2560 × 1440p a 30 fps.
La batteria ha una capacità di 2550 mAh (2600 mAh nella versione Edge) e non è estraibile dall'utente. È stato inoltre introdotto un chip che permette la ricarica wireless, semplicemente appoggiando lo smartphone su un qualunque caricatore wireless compatibile.
Il dispositivo è compatibile con la ricarica rapida.

### Software
Il Galaxy S6 consente di bloccare la ricezione di messaggi e/o chiamate da un altro numero fisso o mobile, aggiungendolo alla lista dei numeri-spam o dei contatti rifiutati.
Il sistema operativo originale è Android 5.0.2 Lollipop, è stato aggiornato alla versione 6.0.1 Marshmallow e successivamente anche ad Android 7.0 Nougat.
Le ultime patch di sicurezza disponibili per la versione italiana di Galaxy S6 risalgono a giugno 2018.
Nel corso del 2020, per il modello italiano, è stato pubblicato un ulteriore aggiornamento minore che ha lasciato invariate le patch di sicurezza.

## Varianti ed altri modelli

### Samsung Galaxy S6 Edge
Lanciato assieme al Galaxy S6 è la sua perfetta copia in tutto nella scheda tecnica. Esso presenta una caratteristica che lo distingue da S6 e da tutti gli altri modelli: ha i lati dello schermo ricurvi. Tale peculiarità viene sfruttata grazie a People Edge, che consente di utilizzare i lati curvi per chiamare, inviare messaggi e mandare e-mail ai contatti più frequenti.
Gli ultimi aggiornamenti disponibili per la versione italiana di Galaxy S6 Edge sono gli stessi di Galaxy S6 standard.

### Samsung Galaxy S6 Edge+
Lanciato ad agosto 2015 assieme al Note 5, sostituisce quest'ultimo sul territorio europeo (Samsung dice che la S Pen non veniva apprezzata ed utilizzata). È una versione più grande di S6 Edge con uno schermo da 5.7" e 4 GB di RAM.
Il sistema operativo preinstallato è Android Lollipop 5.1.1 con interfaccia TouchWiz 5.1. È stato aggiornato fino ad Android 7.0 Nougat.
Le ultime patch di sicurezza disponibili per la versione italiana di Galaxy S6 Edge+ risalgono ad agosto 2018.

## Accoglienza

### Critica
Il Galaxy S6 ha suscitato reazioni generalmente positive nei recensori, grazie al suo design moderno e alla qualità costruttiva superiore rispetto ai precedenti dispositivi Samsung. Fra le critiche più frequenti vi sono quelle in merito alla batteria non sostituibile dall'utente e quelle sull'assenza del supporto per microSD per l'espansione della memoria.

### Vendite
Il Samsung Galaxy S6 nei suoi primi tre mesi di vendita ha raggiunto il record di 16 milioni di unità vendute, superando le cifre registrate con Galaxy S4 che totalizzò 15,6 milioni di unità. Dopo circa nove mesi dalla vendita, Galaxy S6 ha fatto registrare ben 39 milioni di unità vendute; questo dato è da considerarsi positivo se confrontato con le vendite di Galaxy S5, ma è mediocre se confrontato con quelle di Galaxy S III, che nello stesso tempo, riuscì a far registrare ben 62 milioni unità vendute.